# Comabbio
Comabbio est une commune italienne d'environ 1 200 habitants située dans la province de Varèse dans la région Lombardie dans le nord de l'Italie.

## Toponymie
Le nom de la commune provient du nom latin de personne Comavius.

## Administration
| Période                                  | Période  | Identité       | Étiquette | Qualité  |
| ---------------------------------------- | -------- | -------------- | --------- | -------- |
| 8/6/2009                                 | En cours | Flavio Ruspini |           | géomètre |
| Les données manquantes sont à compléter. |          |                |           |          |

### Hameaux
Monte Pelada, C.na Zerbino, Careggio, C.na della Palude, sito delle Querce

### Communes limitrophes
| Osmate        | Travedona-Monate | Ternate       |
| Sesto Calende | Comabbio         | Varano Borghi |
| Sesto Calende | Mercallo         | Vergiate      |